# Велика награда фестивала дечјег анимираног филма
Велика награда фестивала дечјег анимираног филма (ФЕДАФ) се додељује у Ћуприји.
Награда, 2006, је припала 2,5 минутном анимираном филму «И ја сам дете са ове планете». Она је додељена у конкуренцији 92 филма.
Награде су још добили:
- за идеју - филм «Рибица»
- за режију  -  филм «AWG-SAN»
- за анимацију - филм «Алкохоличар»

Награде су још добили следећи филмови «ЦентАФ», «Ал је леп овај свет», «И Тесла је био дете» те «Јагодинске (з)анимације»